# Marcel Coraș
Marcel Coraş (14 de maio de 1959) é um ex-futebolista romeno que competiu no Campeonato Europeu de Futebol de 1984.